# Elysius thrailkilli
Elysius thrailkilli là một loài bướm đêm thuộc phân họ Arctiinae, họ Erebidae.